# Псамофит
Псамофити (на гръцки: ψάμμος или psammos – пясък и φιλία или philia – растение) са растения, растящи по подвижните пясъци, предимно в пустините. Псамофитите имат редица приспособления за съществуване върху придвижваните от ветровете пясъци, оголващи тяхната коренова система или засипващи ги, като затрудняват прорастването на семената им. Дървовидните и храстовидните псамофити образуват мощни придатъчни корени по стволовете, погребани в пясъците (пясъчен саксаул, кандим), придатъчни пъпки, а след това преместването им върху оголените корени (пясъчна акация, еремоспартон, смирновия и др.). Тревистите псамофити образуват подземни пъпкувания (трева селен) или дълги, бързо растящи коренища, прорастващи през пластовете пясък. Повечето от псамофитите са ксерофити и едногодишни ефемери. Многогодишните псамофити имат малки, силно редуцирани листа или са напълно лишени от такива. Фотосинтезата и транспирацията при тях се осъществява от стъблата (саксаул, калигонум). Благодарение на придатъците във вид на крилца (при саксаула), пропелери (при пясъчната акация) или парашутчета (при тревата селен) плодовете на псамофитите стават летящи, придвижват се заедно с пясъците и не се погребват в тях. При прорастването на семената (обикновено рано на пролет) корените им растат много бързо, достигайки дълбочина до 0,5 m, където през лятото се съхранява известно количество влага. Извън пустините псамофитите са разпространени по бреговете на морета, големи езера, по пясъчните плажове на реки и т.н. Псамофитите широко се използват за закрепване на пясъчните почви.